# 신평고등학교
신평고등학교(新平高等學校)는 대한민국 충청남도 당진시 신평면 금천리에 있는 사립 고등학교이다.

## 학교 연혁
- 1963년 6월 26일 : 학교법인 문화학원 설립인가
- 1973년 3월 : 입학식 남·녀(2학급 120명)
- 1973년 4월 : 제1대 류제웅 교장 취임
- 1976년 2월 : 제1회 졸업식
- 1977년 11월 : 학급증설(15학급으로)
- 1981년 3월 : 중-고등학교 분리
- 1988년 5월 : 축구부 창단
- 1999년 6월 : 문화관(체육관) 준공
- 1999년 10월 : 남자기숙사(송촌관) 준공
- 2000년 8월 : 식당(학교 급식실) 준공
- 2002년 8월 : 7차 교육과정 대비 교과교실 12실 준공
- 2009년 5월 : 인조잔디 운동장 개장식
- 2016년 1월 : 제3대 유철환 이사장 취임
- 2018년 2월 : 여자기숙사(근면관) 준공
- 2022년 7월 : 제9대 이상신 교장 취임
- 2024년 2월 : 본관 및 신관 증축
- 2024년 4월 : 제4대 송용화 이사장 취임

## 참고 자료
- 신평고등학교 - 한국교육학술정보원 학교알리미